# Орлово (Вохтожское муниципальное образование)
Орло́во — деревня в Грязовецком районе Вологодской области.
Входит в состав Вохтожского муниципального образования, с точки зрения административно-территориального деления — в Вохтогский сельсовет. До 2004 года входила в состав Демьяновского сельсовета.
Расстояние до районного центра Грязовца по автодороге — 73 км, до центра муниципального образования Вохтоги по прямой — 11 км. Ближайшие населённые пункты — Путилово, Васильевка, Становое, Липихино.
По переписи 2002 года население — 53 человека (25 мужчин, 28 женщин). Всё население — русские.